# 王思平
王思平（1987年5月25日—），台灣女演員、模特兒，於TVBS的選秀節目《決戰第一名》中出道。

## 戲劇演出

### 電視劇
| 年份 | 電視台                | 劇名                   | 角色   | 性質     |
| 2010 | 台視 三立都會台       | 鍾無艷                 | 夏迎春 |          |
| 2011 | 三立都會台 東森綜合台 | 真愛找麻煩             | 羅芸   |          |
| 2012 | MTV                   | PM10-AM03              | Yumi   |          |
| 2013 | 民視 八大綜合台       | 原來是美男             | 柳心凝 |          |
| 2013 | 壹綜合 台視           | 惡男日記               | 胡欣亞 | 女主角   |
| 2013 | 台視                  | 遇見幸福300天          | 許心蘋 |          |
| 2013 | MTV                   | PMAM                   | Yumi   | 客串演出 |
| 2013 | 台視 三立都會台       | 回到愛以前             | 徐又熙 |          |
| 2014 | TVBS歡樂台 中視       | 俏摩女搶頭婚           | 空姐   | 客串演出 |
| 2015 | 三立都會台 東森綜合台 | 莫非，這就是愛情       | 何芝羽 |          |
| 2015 | 台視                  | 春梅                   | 趙寬美 |          |
| 2016 | 中視                  | 來自未來的史密特       | 李天后 | 特別客串 |
| 2017 | 酷瞧                  | 女大生宿舍             | 思平   |          |
| 2018 | 騰訊視頻              | 喜歡你時風好甜         | 杜宛天 |          |
| 2020 | 芒果TV friDay影音     | 山寨小萌主             | 段念兒 | 網絡劇   |
| 待播 |                       | 中國式不婚(2016年拍攝) | 麥雅雯 |          |

### 電影
- 2010年 《混混天團》（飾 麗香）
- 2011年 《燃燒吧！歐吉桑》（飾 周莉雅 Julia）
- 2015年 《OPEN！ OPEN！》
- 2018年 《台妹向前衝》
- 2019年 《狂暴巨鱷》(網絡電影)

## MV
- 2007年 游鴻明 彭佳慧《夫妻臉》
- 2007年 飛輪海《出神入化》
- 2007年 周杰倫《陽光宅男》
- 2008年 周杰倫《給我一首歌的時間》
- 2010年 周杰倫《嘻哈空姐》
- 2011年 羅志祥《獨一無二》
- 2014年 蕭閎仁《One More Chance》
- 2016年 李毓芬《是我不夠好》

## 代言
- 微風廣場
- 2010年 莎薇ㄅㄥˋㄅㄥˋ豹挺你
- 2011年 莎薇魔力推推
- 2012年 莎薇魔力推推魔力扣
- 2012年 莎薇好愛現撞色蕾絲
- 2013年 莎薇魔力推推魔力扣ON!OFF!
- 2014年 臥虎藏龍手機遊戲
- 2016年 UDR 妳的健康管理師

## 外部連結
- jenna wang 王思平的Facebook專頁
- Jenna Wang ❤王思平的Instagram帳戶